# Royston (South Yorkshire)
Royston ist eine Kleinstadt und ein Ward im District Barnsley in der Grafschaft South Yorkshire, England. Die Einwohnerzahl lag 2011 bei 10.728.

## Geschichte
Das Dorf ist im Domesday Book als Rorestone verzeichnet, wobei sich der Name von Hror's oder Roarr's Farm/Siedlung ableitet. Das Dorf lag in der Wapentake von Staincross. Ursprünglich ein Bauerndorf, wurde Royston Teil der industriellen Revolution, als in den 1790er Jahren der Barnsley-Kanal und später ein Zweig der Midland-Eisenbahn gebaut wurden. Beide sind heute stillgelegt.

## Sehenswürdigkeiten
Im Statutory List of Buildings of Special Architectural or Historic Interest steht die die Pfarrkirche St. Johannes der Täufer, welche um das Jahr 1234 erbaut wurde.

## Persönlichkeiten
- Roy Mason (1924–2015), Politiker
- Charlie Williams (1927–2006), Komiker